# Krst pri Savici
Krst pri Savici je obsežna epsko-lirska pesnitev, ki jo je v drugi polovici leta 1835 napisal slovenski romantični pesnik France Prešeren. Prešeren je pesem končal januarja leta 1836 in jo 14. aprila izdal v samozaložbi v 600 izvodih. Natisnil jo je tiskar Jožef Blaznik v Ljubljani. Prešeren jo je pozneje posvetil svojemu prijatelju Matiji Čopu.
Krst sestoji iz dveh delov, Uvoda (25 tercin in se konča z kvartino) in Krsta (53 stanc), ki se zelo vidno ločujeta v obsegu, vsebini in verzni obliki. Leta 1846, ko je pesnitev objavil v Poezijah, jo je rahlo spremenil, in sicer je spremenil 9. kitico, v Krst pa je pred 42. kitico dodal še eno. Tematska enciklopedičnost Krsta pri Savici zajema vse štiri glavne teme Prešernovega pesnenja: ljudsko, narodno zgodovinsko, bivanjsko in predvsem v uvodnem sonetu še pesniško. V ospredju pa se tokrat kot nova pojavi tudi verska tematika. Poleg sonetnega venca je to Prešernovo najbolj celovito delo. Pesnitev zaradi verske teme ni bila cenzurirana. Prvi ključ k miselnemu ustroju je Črtomirova osebnost in njegove odločitve sredi usodnega zgodovinskega dogajanja. 
Pesnitev je sestavljena iz treh delov:
1. Posvetilni sonet Matiju Čopu
2. Uvod
3. Krst

Oba dela povezuje Črtomir in njegova dramatična zgodba. 
S to pesmijo se po Janku Kosu konča prvi del Prešernovega zrelega obdobja.